# Сновиці
Сновиці (рос. Сновицы) — село у Суздальському районі Владимирської області Російської Федерації.
Входить до складу муніципального утворення Новоалександровське сільське поселення. Населення становить 1765 осіб (2010).

## Історія
Село розташоване на землях фіно-угорського народу мещери.
Від 10 травня 1929 року належить до Суздальського району, утвореного спочатку у складі Владимирського округу Івановської промислової області з частини Владимирського повіту Владимирської губернії. Від 1944 року в складі Владимирської області.
Згідно із законом від 13 травня 2005 року входить до складу муніципального утворення Новоалександровське сільське поселення.

## Населення
| 1859 | 1897 | 1905  | 1926 | 2002  | 2010  |
| ---- | ---- | ----- | ---- | ----- | ----- |
| 650  | ↗799 | ↗1016 | ↘884 | ↗1519 | ↗1765 |